# 파리자리 베타
파리자리 베타(β Mus)는 극둘레 별자리 중 하나인 파리자리 방향에 있는 쌍성계이다.

## 상세
구성원 둘의 밝기는 합쳐서 +3.07로 별자리 내에서 두 번째로 밝다. 연주시차 값으로 볼 때 지구로부터 파리자리 베타까지의 거리는 대략 340 ± 13 광년 (105 ± 4 파섹)이다.
파리자리 베타는 쌍성계로 구성원 둘은 질량 중심을 약 194년을 1 주기로 공전하고 있으며 궤도이심률은 0.6이다. 2007년 기준으로 두 별의 각거리는 1.206 초각에 방위각은 35°였다. 구성원 둘은 서로 크기와 외관이 비슷한 주계열성들이다. 주성 파리자리 베타 A는 겉보기등급이 3.51, 분광형은 B2 V, 질량은 태양의 7.35 배이다. 짝별 파리자리 베타 B는 겉보기 등급이 4.01, 분광형은 B3 V, 질량은 태양의 약 6.4 배이다.
파리자리 베타는 전갈자리-센타우루스자리 성협의 구성원이 확실시된다. 이 성협은 나이, 위치, 우주 공간에서의 이동 궤적이 비슷한 항성들의 모임으로 이들이 같은 분자 구름 안에서 함께 태어났음을 암시해 준다. 베타는 일반 은하 회전에 대해 초당 43.9 킬로미터라는 높은 특이속도를 보여주므로 폭주성으로 간주된다. 폭주성은 다른 쌍성계와 조우하는 등 여러 가지 원인으로 생겨날 수 있다. 다만 베타 같은 쌍성계가 폭주성들 중에서 차지하는 비율은 상대적으로 작다.